# Un Mec d'Héripré
Un Mec d'Héripré, född 1 maj 2008 i Frankrike, är en fransk varmblodig travhäst. Han tränades av Philippe Billard från 2016 till 2018. Tidigare tränades han av Fabrice Souloy. Han har körts av kuskar som Joseph Verbeeck, Jean-Michel Bazire, Franck Nivard, Björn Goop och Franck Ouvrie.
Un Mec d'Héripré började tävla 2011. Han sprang in 2,1 miljoner euro på 63 starter varav 29 segrar, 8 andraplatser och 4 tredjeplatser under sin karriär. Han tog  karriärens största segrar i Critérium Continental (2012), Prix Octave Douesnel (2012), Prix de Croix (2013), Europeiskt femåringschampionat (2013), Prix René Ballière (2014), Prix d'Été (2014), Prix du Bourbonnais (2015), Critérium de vitesse de Basse-Normandie (2016), Prix de Washington (2016), St. Michel Ajo (2016), Åby Stora Pris (2016), Gran Premio Costa Azzurra (2017) och Grand Prix du Departement des Alpes-Maritimes (2016, 2018). Han har även kommit på andraplats i Critérium des 4 ans (2012), Grand Critérium de Vitesse (2017) och Gran Premio Lotteria (2017).

## Karriär
Un Mec d'Héripré började tävla i maj 2011 och inledde karriären med fyra raka segrar. Han segrade i fem av sju starter under debutsäsongen 2011. Under våren 2012 kom han tvåa i Critérium des 4 ans. Under vintermeetinget 2012–13 fick han sitt stora internationella genombrott då han segrade i stora lopp som Prix Octave Douesnel, Critérium Continental och Prix de Croix. Han deltog i världens största travlopp Prix d'Amérique för första gången i karriären i januari 2013, men galopperade direkt i starten. Senare under 2013 segrade han i bland annat Prix Jockey och Europeiskt femåringschampionat.
Framgångarna fortsatte under 2014, då han tog flera stora segrar i grupplopp som Prix René Ballière i april, Prix Jean-Luc Lagardère i augusti och Prix d'Été i september. Den 29 juli 2014 var han måletta i Hugo Åbergs Memorial, men diskvalificerades på grund av trängning av kusken Franck Nivard.
Han deltog i 2016 års upplaga av Elitloppet den 29 maj 2016 på Solvalla. I försöksloppet skar han mållinjen som etta och kvalificerade sig därmed för final. I finalen kom han på tredjeplats efter att ha travat i ledningen och haft Nuncio (som segrade) utvändigt om sig under hela loppet. Efter analyser som blev färdiga i september 2016 framkom det dock att hans tränare Souloy dopat honom (och även stallkamraten Your Highness under samma period) med ämnet kobolt till loppet, varför hans seger i försöket och tredjeplats i finalen ströks. Efter dopningsskandalen togs han ur Souloys träning och tränas sedan hösten 2016 av hans svåger Philippe Billard.

## Statistik
| Statistik för Un Mec d'Héripré (Ref.) | Statistik för Un Mec d'Héripré (Ref.) | Statistik för Un Mec d'Héripré (Ref.) | Statistik för Un Mec d'Héripré (Ref.) | Statistik för Un Mec d'Héripré (Ref.) | Statistik för Un Mec d'Héripré (Ref.) |
| ------------------------------------- | ------------------------------------- | ------------------------------------- | ------------------------------------- | ------------------------------------- | ------------------------------------- |
| Starter                               | Placeringar                           | Startprissumma                        | Segerprocent                          | Platsprocent                          | Rekord                                |
| 63                                    | 29-8-4                                | 2 059 223 euro                        | 46 %                                  | 65 %                                  | 1.09,4ak,                             |

### Större segrar
| År   | Lopp                                          | Kusk               | Vinstbelopp | Grupp   |
| ---- | --------------------------------------------- | ------------------ | ----------- | ------- |
| 2012 | Prix Octave Douesnel                          | Matthieu Abrivard  | 60 000 EUR  | Grupp 2 |
| 2012 | Critérium Continental                         | Matthieu Abrivard  | 120 000 EUR | Grupp 1 |
| 2013 | Prix de Croix                                 | Matthieu Abrivard  | 60 000 EUR  | Grupp 2 |
| 2013 | Prix Jockey                                   | Jean-Michel Bazire | 54 000 EUR  | Grupp 2 |
| 2013 | Europeiskt femåringschampionat                | Franck Nivard      | 67 500 EUR  | Grupp 1 |
| 2014 | Prix René Ballière                            | Franck Nivard      | 90 000 EUR  | Grupp 1 |
| 2014 | Prix Jean-Luc Lagardère                       | Franck Ouvrie      | 67 500 EUR  | Grupp 2 |
| 2014 | Prix d'Été                                    | Franck Nivard      | 90 000 EUR  | Grupp 2 |
| 2015 | Prix du Bourbonnais                           | Franck Nivard      | 54 000 EUR  | Grupp 2 |
| 2016 | Critérium de vitesse de Basse-Normandie       | Jean-Michel Bazire | 45 000 EUR  | Grupp 2 |
| 2016 | Prix de Washington                            | Jean-Michel Bazire | 54 000 EUR  | Grupp 2 |
| 2016 | St. Michel-loppet                             | Örjan Kihlström    | 70 000 EUR  | Grupp 1 |
| 2016 | Åby Stora Pris                                | Björn Goop         | 129 000 EUR | Grupp 1 |
| 2016 | Grand Prix du Departement des Alpes-Maritimes | Jean-Michel Bazire | 81 000 EUR  | Grupp 2 |
| 2017 | Gran Premio Costa Azzurra                     | Joseph Verbeeck    | 58 650 EUR  | Grupp 1 |
| 2018 | Grand Prix du Departement des Alpes-Maritimes | Franck Ouvrie      | 81 000 EUR  | Grupp 2 |